# باتريك كلويفرت
باتريك كلويفرت (بالهولندية: Patrick Kluivert) من مواليد 1 يوليو 1976 في أمستردام، لاعب كرة قدم هولندي سابق، كما كان المدير السابق لفريق باريس سان جيرمان الفرنسي منذ يوليو 2016.

## المسيرة الاحترافية
بدأ مسيرة كلايفرت الكروية مع أياكس أمستردام، وقد لعب معه أول مباراة في تاريخة الاحترافي في 21 أغسطس 1994 في مباراة كأس السوبر الهولندي بين أياكس أمستردام ونادي فيينورد، وقد سجل هدفا فيها، واتسعت شهرته بعد ذلك عندما سجل هدف الفوز في مرمى نادي إيه سي ميلان في نهائي دوري أبطال أوروبا، وفي عام 1997 ترك أياكس أمستردام لينضم إلى نادي إيه سي ميلان، وكان كلايفرت قد لعب 92 مع أياكس أمستردام وسجل معه 48 هدفا. بدأ كلايفرت مسيرته مع إيه سي ميلان ببداية موفقة حيث سجل هدفا في مرمى يوفنتوس في إحدى المباريات الودية، ولكن بعض المشاكل في حياته الخاصة أدت إلى تدهور مستواه، وبعد موسم واحد مع إيه سي ميلان لعب فيه 27 مباراة وسجل 6 أهداف، انتقل إلى نادي برشلونة تحت قيادة مدربه السابق في أياكس أمستردام لويس فان غال، وشكل ثنائي رائع مع اللاعب البرازيلي ريفالدو، مما أدى إلى فوزه بلقب الدوري الإسباني في موسم 1998/1999، وفي عام 2004 ترك نادي برشلونة بعد أن لعب معه243 مباراة سجل فيها 120 هدفا.
و في موسم 2004/2005 إنضم كلايفرت إلى نادي نيوكاسل يونايتد الإنجليزي، ليشكل ثنائيا بارزا مع المهاجم الأسطورة آلان شيرر، ولكنه لعب النادي موسما واحدا فقط، واستطاع أن يلعب خلاله 31 مباراة سجل فيها 11 هدفا، وعاد إلى الدوري الإسباني مرة أخرى، ولكنه عانى كثيرا من الإصابات، ولعب مع فالنسيا 11 مباراة سجل فيها هدفين فقط، وفي شهر أغسطس عاد كلايفرت إلى هولندا ليلعب لنادي بي أس في آيندهوفن.

## المسيرة مع المنتخب الهولندي
كان كلايفرت أحد لاعبي منتخب هولندا لكرة القدم، وقد شارك في بطولة أمم أوروبا 1996 وكأس العالم 1998 وكان من أشهر اهدافه خلال تلك البطولة الهدف الذي سجله في مرمى البرازيل في الدور نصف النهائي، وفي بطولة أمم أوروبا 2000 استطاع أن يحصل على لقب هداف البطولة، ويعد كلايفرت ثاني أفضل هداف في تاريخ منتخب هولندا لكرة القدم، حيث سجل 40 هدف مع منتخبه من 79 مباراة خاضها مع المنتخب الهولندي.